# Palikije (gromada)
Palikije – dawna gromada, czyli najmniejsza jednostka podziału terytorialnego Polskiej Rzeczypospolitej Ludowej w latach 1954–1972.
Gromady, z gromadzkimi radami narodowymi (GRN) jako organami władzy najniższego stopnia na wsi, funkcjonowały od reformy reorganizującej administrację wiejską przeprowadzonej jesienią 1954 do momentu ich zniesienia z dniem 1 stycznia 1973, tym samym wypierając organizację gminną w latach 1954–1972.
Gromadę Palikije z siedzibą GRN w Palikijach (obecnie są to dwie wsie: Palikije Pierwsze i Palikije Drugie) utworzono – jako jedną z 8759 gromad na obszarze Polski – w powiecie lubelskim w woj. lubelskim na mocy uchwały nr 12 WRN w Lublinie z dnia 5 października 1954. W skład jednostki weszły obszary dotychczasowych gromad Palikije, Sporniak i Stasin, ponadto północna część obszaru dotychczasowej gromady Maszki (granica podziału przebiega drogą pierwszą od północy i równoległą do rzeczki przecinającej wieś Maszki) oraz z dotychczasowej gromady Miłocin część obszar położoną na południe od linii kolejowej Lublin-Puławy ze zniesionej gminy Wojciechów w tymże powiecie. Dla gromady ustalono 24 członków gromadzkiej rady narodowej.
1 stycznia 1956 gromada weszła w skład nowo utworzonego powiatu bełżyckiego w tymże województwie.
31 grudnia 1959 z gromady Palikije wyłączono część obszaru wsi Miłocin (położonej na południe od linii kolejowej Lublin-Warszawa), włączając ją do gromady Tomaszowice w powiecie lubelskim w tymże województwie.
Gromada przetrwała do końca 1972 roku, czyli do kolejnej reformy gminnej.